# Chris Huffins
Chris Huffins, född den 15 april 1970 i New York, är en amerikansk före detta friidrottare som tävlade i mångkamp.
Huffins deltog vid VM i Göteborg 1995 där han slutade åtta i tiokamp. Han deltog vidare vid inomhus-VM 1997 i Paris där han blev fyra i sjukamp.
Vid VM 1999 i Sevilla blev han bronsmedaljör efter att samlat ihop 8 547 poäng. Vid Olympiska sommarspelen 2000 slutade han åter trea denna gång efter 8 595 poäng.

## Personligt rekord
- Tiokamp - 8 694 poäng